# Medvjetka
Medvjetka (medvjeđe grožđe, mlivnjak, opirnik, opernik, lat. Arctostaphylos), biljni rod iz porodice vrjesovki. Pripada mu 70 vrsta, od kojih u Hrvatskoj rastu zelenkasti opirnik, plavo medvjeđe grožđe ili alpska medvjetka (Arctostaphylos alpinus) i crveno medvjeđe grožđe.
Ime roda dolazi od grčkog arktos (medvjed) i staphyle (grozd).

## Vrste
1. Arctostaphylos alpinus (L.) Spreng.
2. Arctostaphylos andersonii A. Gray
3. Arctostaphylos auriculata Eastw.
4. Arctostaphylos australis Eastw.
5. Arctostaphylos bakeri Eastw.
6. Arctostaphylos bicolor (Nutt.) A. Gray
7. Arctostaphylos bolensis P. V. Wells
8. Arctostaphylos canescens Eastw.
9. Arctostaphylos catalinae P. V. Wells
10. Arctostaphylos caucasica (Kvaratskh.) Lipsch.
11. Arctostaphylos columbiana Piper
12. Arctostaphylos confertiflora Eastw.
13. Arctostaphylos crustacea Eastw.
14. Arctostaphylos cruzensis Roof
15. Arctostaphylos densiflora M. S. Baker
16. Arctostaphylos edmundsii Howell
17. Arctostaphylos gabilanensis V. T. Parker & M. C. Vasey
18. Arctostaphylos glandulosa Eastw.
19. Arctostaphylos glauca Lindl.
20. Arctostaphylos glutinosa Schreib.
21. Arctostaphylos hispidula Howell
22. Arctostaphylos hookeri G. Don
23. Arctostaphylos hooveri P. V. Wells
24. Arctostaphylos imbricata Eastw.
25. Arctostaphylos incognita J. E. Keeley, Massihi, J. Delgad. & Hirales
26. Arctostaphylos insularis Greene & Parry
27. Arctostaphylos klamathensis S. W. Edwards, Keeler-Wolf & W. Knight
28. Arctostaphylos luciana P. V. Wells
29. Arctostaphylos malloryi (W. Knight & Gankin) P. V. Wells
30. Arctostaphylos manzanita Parry
31. Arctostaphylos mewukka Merriam
32. Arctostaphylos microphyllus (C. Y. Wu) comb. ined.
33. Arctostaphylos montaraensis Roof
34. Arctostaphylos montereyensis Hoover
35. Arctostaphylos moranii P. V. Wells
36. Arctostaphylos morroensis Wiesl. & Schreib.
37. Arctostaphylos myrtifolia Parry
38. Arctostaphylos nevadensis A. Gray
39. Arctostaphylos nissenana Merriam
40. Arctostaphylos nortensis (P. V. Wells) P. V. Wells
41. Arctostaphylos nummularia A. Gray
42. Arctostaphylos obispoensis Eastw.
43. Arctostaphylos ohloneana M. C. Vasey & V. T. Parker
44. Arctostaphylos osoensis P. V. Wells
45. Arctostaphylos otayensis Wiesl. & Schreib.
46. Arctostaphylos pacifica Roof
47. Arctostaphylos pajaroensis (J. E. Adams ex Mc Minn) J. E. Adams
48. Arctostaphylos pallida Eastw.
49. Arctostaphylos parryana Lemmon
50. Arctostaphylos patula Greene
51. Arctostaphylos pechoensis (Abrams) Dudley
52. Arctostaphylos peninsularis P. V. Wells
53. Arctostaphylos pilosula Jeps. & Wiesl.
54. Arctostaphylos pringlei Parry
55. Arctostaphylos pumila Nutt.
56. Arctostaphylos pungens Kunth
57. Arctostaphylos purissima P. V. Wells
58. Arctostaphylos rainbowensis J. E. Keeley & Massihi
59. Arctostaphylos refugioensis Gankin
60. Arctostaphylos regismontana Eastw.
61. Arctostaphylos rubra (Rehder & E. H. Wilson) Fernald
62. Arctostaphylos rudis Jeps. & Wiesl.
63. Arctostaphylos silvicola Jeps. & Wiesl.
64. Arctostaphylos stanfordiana Parry
65. Arctostaphylos tomentosa (Pursh) Lindl.
66. Arctostaphylos uva-ursi (L.) Spreng.
67. Arctostaphylos virgata Eastw.
68. Arctostaphylos viridissima (Eastw.) Mc Minn
69. Arctostaphylos viscida Parry
70. Arctostaphylos wellsii W. Knight
71. Arctostaphylos × benitoensis Roof
72. Arctostaphylos × campbelliae Eastw.
73. Arctostaphylos × cinerea Howell
74. Arctostaphylos × coloradensis Rollins
75. Arctostaphylos × helleri Eastw.
76. Arctostaphylos × jepsonii Eastw.
77. Arctostaphylos × laxiflora A. Heller ex Eastw.
78. Arctostaphylos × media Greene
79. Arctostaphylos × parvifolia Howell
80. Arctostaphylos × repens (Howell) P. V. Wells
81. Arctostaphylos × victorinii Rolland-Germ.